# Pico Ventana
El Pico Ventana, con 1298 metros sobre el nivel del mar, es una montaña situada en la Sierra de Grazalema, cerca de los municipios de Benaoján y Montejaque en la provincia de Málaga.
La cima está físicamente identificada con un  vértice geodésico construido el 16 de agosto de 1973.

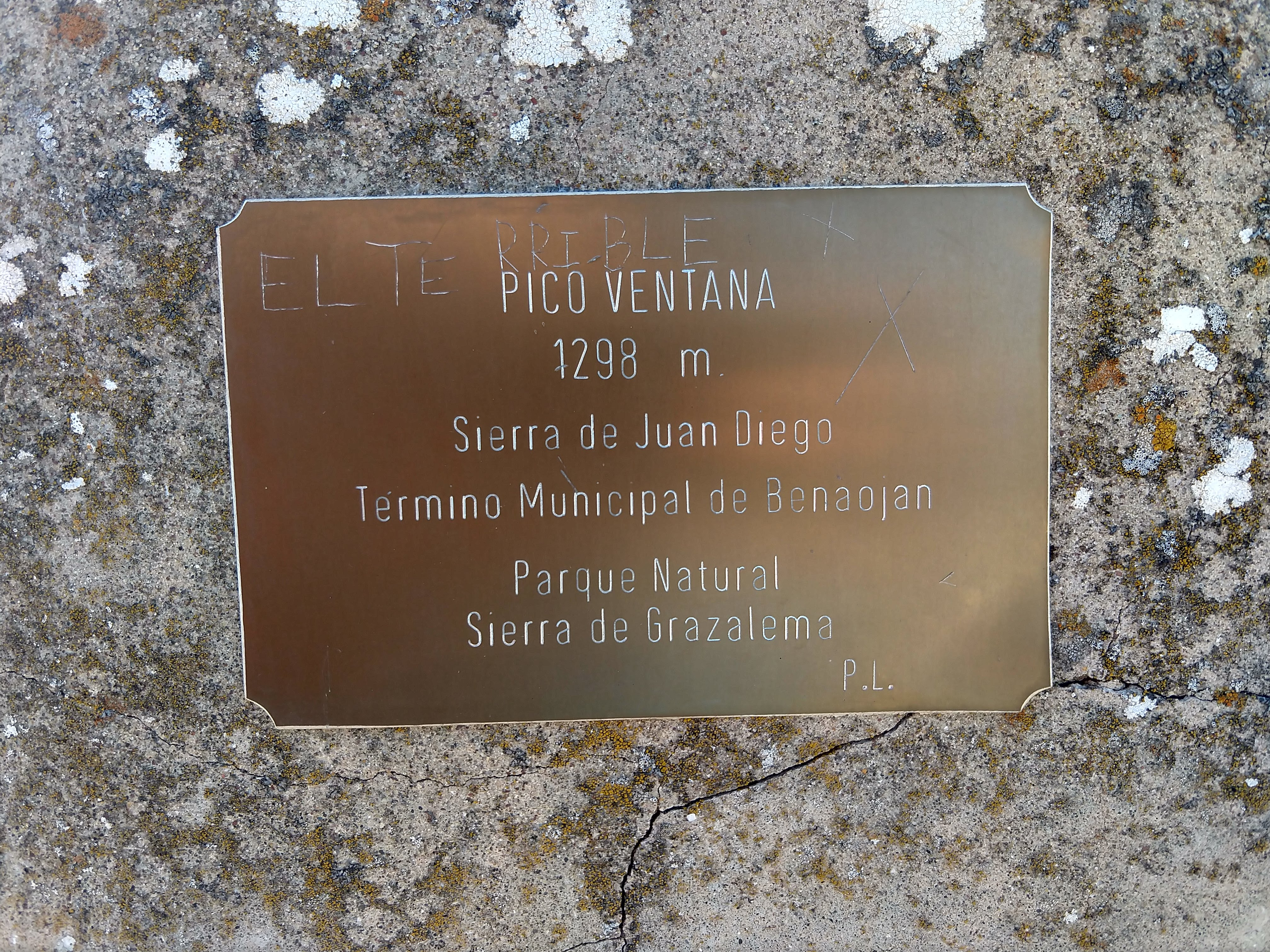
Placa identificativa en el Pico Ventana

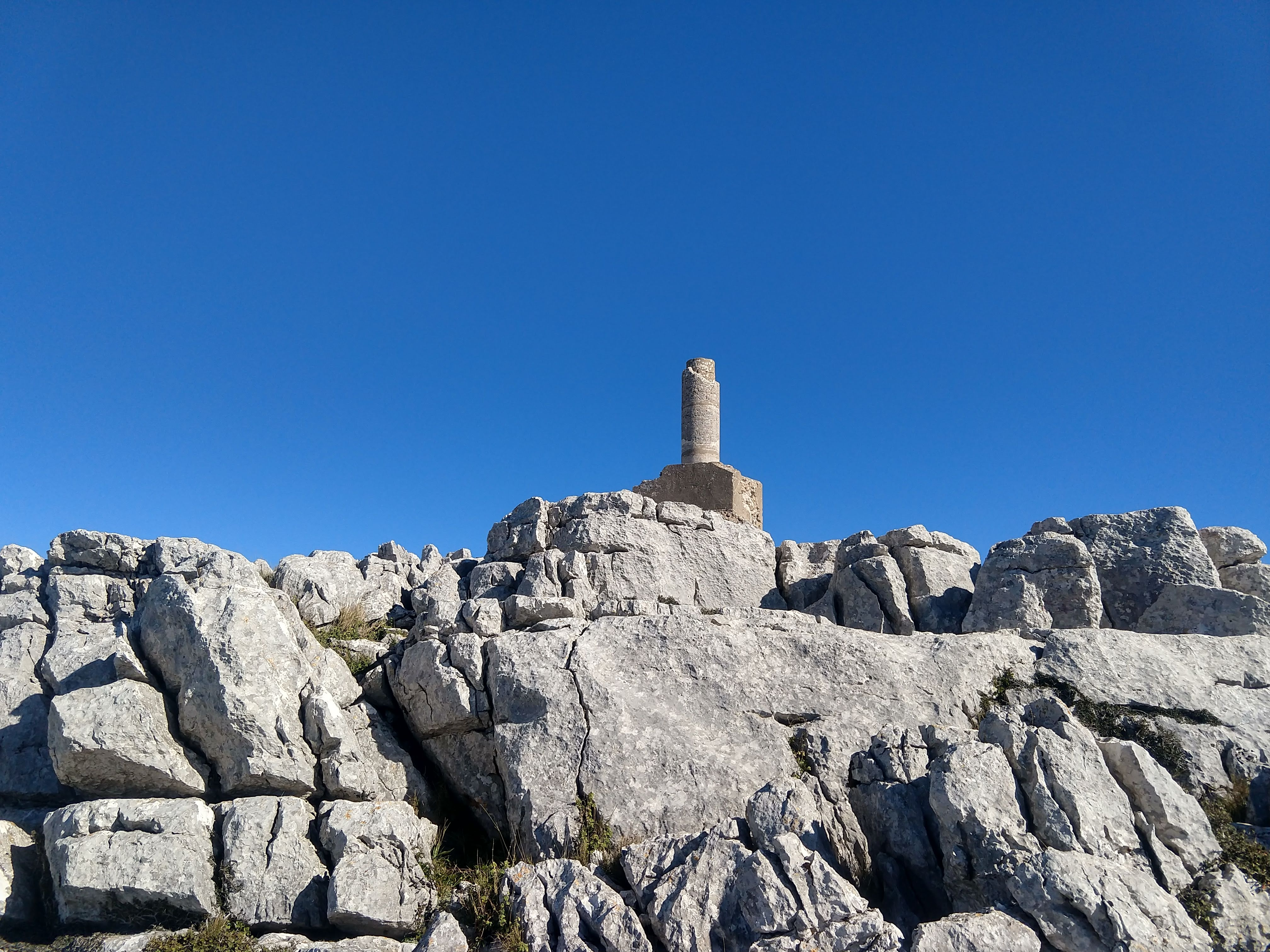
Cima del Pico Ventana

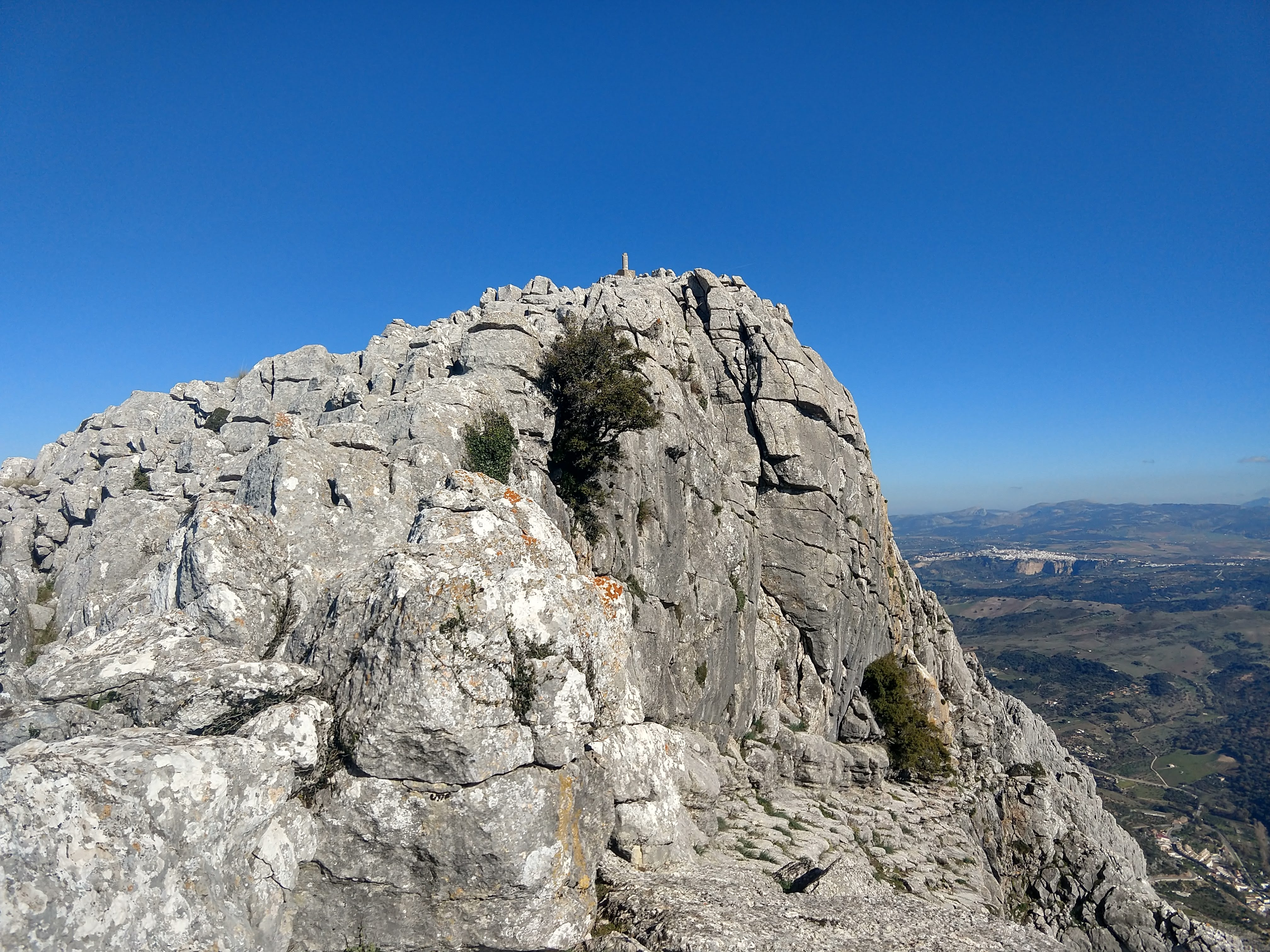
Cima del Pico Ventana vista desde una ventana lateral

## Ascensión
Su ascensión se produce generalmente desde los pueblos cercanos, Benaoján y Montejaque.